# Richard Toellner
Richard Toellner (* 2. Januar 1930 in Werther (Westf.); † 2. Januar 2019 im Kloster Amelungsborn) war ein deutscher Medizinhistoriker.

## Leben
Toellner studierte Medizin, evangelische Theologie und Geschichte in Mainz, Tübingen und Rom. 1961 wurde er mit der Arbeit Carl Christian von Klein 1772–1825: Ein Wegbereiter wissenschaftlichen Chirurgie in Württemberg zum Dr. med. promoviert. Er war von 1971 bis 1974 Direktor des Instituts für Medizingeschichte der Freien Universität Berlin, danach von 1974 bis 1995 Direktor des Instituts für Theorie und Geschichte der Medizin der Westfälischen Wilhelms-Universität in Münster. Außerdem war er 1983 Mitgründer und bis 1988 Mitglied des Vorstandes des Arbeitskreises Medizinischer Ethikkommissionen in der Bundesrepublik Deutschland und von 1988 bis 1998 Vorsitzender der Ethikkommission der Medizinischen Fakultät Münster und der Landesärztekammer Westfalen-Lippe. Zum Kreis seiner akademischen Schüler und Mitarbeiter zählen Wolfgang U. Eckart und Nelly Tsouyopoulos. Ab 1987 war Toellner Mitglied der Leopoldina. Richard Toellner war Mitautor des von Wolfgang U. Eckart und Christoph Gradmann herausgegebenen Ärztelexikons, das 2006 in dritter Auflage erschien. Er schrieb auch eine Biografie Albrecht von Hallers.
Toellners Hauptarbeitsgebiete waren die Geschichte der Medizin als Wissenschaft in der Renaissance, in der Aufklärung, im 19. Jahrhundert und im Dritten Reich. Besonders intensiv beschäftigte er sich auch mit Fragen der Medizinethik.
Toellner lebte in Negenborn. Er starb Anfang Januar 2019 an seinem 89. Geburtstag. Die Pflegewissenschaftlerin Ulrike Toellner-Bauer (1959–2012) war seine Tochter.

## Veröffentlichungen (Auswahl)
Als Autor:
- Carl Christian von Klein (1772–1825). Ein Wegbereiter wissenschaftlicher Chirurgie in Württemberg. G. Fischer, Stuttgart 1965 (= Medizin in Geschichte und Kultur. Band 7).
- Albrecht von Haller. Über die Einheit im Denken des letzten Universalgelehrten, Steiner, Wiesbaden 1971 (= Sudhoffs Archiv. Beiheft 10), ISBN 3-515-00294-4.
- Die Umbewertung des Schmerzes im 17. Jahrhundert. In: Medizinhistorisches Journal. Band 6, Heft 1, 1971, S. 36–44 (JSTOR:25803311).
- The controversy between Descartes and Harvey Regarding the Nature of Cardiac Motions. 1972.
- Logical and Psychological Aspects of the Discovery of the Blood. In: Mirko D. Grmek, R. S. Cohen, G. Cimino (Hrsg.): On scientific Discovery. The Erice Lectures 1977. Dordrecht/Boston/London 1981, S. 239–259.
- Die Rolle des alkoholischen Getränks in der Geschichte der Medizin. 1977.
- Die Frage nach Beginn und Ende des Menschenlebens in der Medizin gestern und heute. 1980.
- Randbedingungen zu Schellings Konzeption der Medizin als Wissenschaft. 1981.
- „Renata dissectionis ars“. Vesals Stellung zu Galen in ihren wissenschaftsgeschichtlichen Voraussetzungen und Folgen. In: August Buck (Hrsg.): Die Rezeption der Antike. Zum Problem der Kontinuität zwischen Mittelalter und Renaissance. Vorträge gehalten anläßlich des 1. Kongresses des Wolfenbütteler Arbeitskreises für Renaissance-Forschung der Herzog-August-Bibliothek Wolfenbüttel vom 2.–5. September 1978. Hauswedell, Hamburg 1981, S. 85–95.
- Die Bedeutung des physico-theologischen Gottesbeweises für die nachcartesianische Physiologie im 18. Jahrhundert. In: Berichte zur Wissenschaftsgeschichte. Band 5, 1982, S. 75–82.
- Zum Begriff der Autorität in der Medizin der Renaissance. In: Rudolf Schmitz, Gundolf Keil (Hrsg.): Humanismus und Medizin (= Deutsche Forschungsgemeinschaft: Mitteilungen der Kommission für Humanismusforschung. Band 11). Acta humaniora, Weinheim a. d. Bergstraße / Bonn-Bad Godesberg 1984, ISBN 3-527-17011-1, S. 159–180.
- Die medizinischen Fakultäten unter dem Einfluß der Reformation. In: August Buck (Hrsg.): Renaissance, Reformation: Gegensätze und Gemeinsamkeiten. Vorträge. Harrassowitz, Wiesbaden 1984, ISBN 3-447-02476-3.
- Ärzte im Dritten Reich. In: Johanna Bleker, Norbert Jachertz (Hrsg.): Medizin im Dritten Reich. Deutscher Ärzte-Verlag, Köln 1989, ISBN 3-7691-0262-2, S. 11–24.
- Die Verantwortung medizinischen Erkennens, die Verantwortung medizinischen Handelns. In: Hans-Peter Müller (Hrsg.): Wissen als Verantwortung. Ethische Konsequenzen des Erkennens, Kohlhammer, Stuttgart 1991, S. 35–52, ISBN 3-17-010962-6.
- Der Arzt als Gelehrter: Leonhard (1574-1636) und Johannes Laurentius Bausch (1605-1665) und ihre Bibliothek. In: Jahrbuch Kirchliches Buch- und Bibliothekwesen, Band 2 (2001), S. 13–26.
- Grenzfälle. Wissenschaft und Politik: "manipuliert die Wissenschaft die Politik oder instrumentalisiert die Politik die Wissenschaft?". In: Hans-Joachim Martin (Hrsg.): Am Ende (–) die Ethik? Begründungs- und Vermittlungsfragen zeitgemäßer Ethik, Lit, Münster 2002 (Ethik in der Praxis. Kontroversen, Band 5), S. 14–22, ISBN 978-3-8258-5132-3.
- Symposium 20 Jahre Ethikkommission Münster, 15 Jahre Arbeitskreis Medizinischer Ethikkommissionen. Erfahrungen, Probleme, Perspektiven. Lit, Berlin 2003
- Medizingeschichte als Aufklärungswissenschaft. Beiträge und Reden zur Geschichte, Theorie und Ethik der Medizin vom 16.–21. Jahrhundert. Lit, Berlin 2016, ISBN 978-3-643-12813-3.

Als Herausgeber:
- Aufklärung und Humanismus, Schneider, Heidelberg 1980 (= Wolfenbütteler Studien zur Aufklärung, Band 6), ISBN 3-7953-0722-8.
- Anamnese, Diagnose und Therapie. Karl Eduard Rothschuh zum 75. Geburtstag, Burgverlag, Tecklenburg 1983 (Münstersche Beiträge zur Geschichte und Theorie der Medizin, Band 20), ISBN 3-922506-06-2.
- Georg Bartisch von Königsbrück: Augendienst. Nachdruck der ersten deutschsprachigen umfassenden Augenheilkunde aus dem Jahr 1583 mit Begleitheft Georg Bartisch (1535–1606). Bürger, Okulist, Schnitt- und Wundarzt zu Dresden und sein Werk „Ophthalmodouleia das ist Augendienst“. Edition »libri rari« Th. Schäfer, Hannover 1983, ISBN 3-88746-071-5.
- Konzepte der Krankheitsentstehung. Vorträge, Burgverlag, Tecklenburg 1984 (= Münstersche Beiträge zur Geschichte und Theorie der Medizin, Band 22), ISBN 3-922506-09-7.
- Illustrierte Geschichte der Medizin. (Jean-Charles Sournia, Jacques Poulet, Marcel Martiny: Histoire de la médicine, de la pharmacie, de l’art dentaire et de l’art vétérinaire. Hrsg. von Albin Michel-Laffont-Tchou und Mitarbeitern. 8 Bände. Paris 1977–1980). Deutsche Bearbeitung von Richard Toellner unter Mitarbeit von Wolfgang Eckart, Nelly Tsouyopoulos, Axel Hinrich Murken und Peter Hucklenbroich. 9 Bände, Andreas & Andreas, Salzburg 1980–1982; auch als Sonderauflage in 6 Bänden, ebenda 1986.
- Die Ethik-Kommission in der Medizin. Problemgeschichte, Aufgabenstellung, Arbeitsweise, Rechtsstellung und Organisationsformen medizinischer Ethik-Kommissionen, Fischer, Stuttgart 1990 (= Medizin-Ethik, Band 1), ISBN 3-437-11291-0.
- Organtransplantation – Beiträge zu ethischen und juristischen Fragen, G. Fischer, Stuttgart 1991 (= Medizin-Ethik, Band 3), ISBN 3-437-11404-2.
- Lepra : gestern und heute. 15 wissenschaftliche Essays zur Geschichte und Gegenwart einer Menschheitsseuche. Regensberg, Münster 1992, ISBN 3-7923-0631-X.
- Einheit der Wissenschaft. Wider die Trennung von Natur und Geist, Kunst und Wissenschaft. Westdt. Verlag, Opladen 1993, ISBN 3-531-12472-2.
- Wissen – Handeln – Ethik. Strukturen ärztlichen Handelns und ihre ethische Relevanz. G. Fischer, Stuttgart 1995 (Medizin-Ethik, Band 6), ISBN 3-437-11701-7.
- Geschichte und Ethik in der Medizin. Von den Schwierigkeiten einer Kooperation, G. Fischer, Stuttgart 1997 (Medizin-Ethik, Band 10), ISBN 3-437-21326-1.
- Die Geburt einer sanften Medizin. Die Franckeschen Stiftungen zu Halle als Begegnungsstätte von Medizin und Pietismus im frühen 18. Jahrhundert, Verl. der Franckeschen Stiftungen zu Halle, Halle/S. 2004, ISBN 3-931479-56-0.
- Die Gründung der Leopoldina – Academia Naturae Curiosorum – im historischen Kontext. Johann Laurentius Bausch zum 400. Geburtstag, Wiss. Verlagsgesellschaft, Stuttgart 2008 (= Acta Historica Leopoldina, Band 49), ISBN 978-3-8047-2471-6.

## Zur Biographie
- Nachruf auf Richard Toellner. In: Cistercienser Chronik 126 (2019), S. 177f.
- Friedrich Niewöhner, Richard Schaeffler (Hrsg.): Unsterblichkeit, Harrassowitz, Wiesbaden 1999 (= Wolfenbütteler Forschungen, Band 86), ISBN 978-3-447-04168-3 (Festschrift für Richard Toellner).